# 大興タクシー
大興タクシー株式会社（たいこうタクシー） は、愛知県刈谷市神田町に本社を置くタクシー事業所である。

## 概要
刈谷市に本社があるタクシー会社。元々は、大興運輸株式会社の旅客部門として、1949年（昭和24年）に開設。その後、1975年（昭和50年）に独立。
おもに西三河地方を営業区域としている。現在はタクシー事業のほかに、コミュニティバス事業や介護福祉事業、ペット事業なども行っている。

## 沿革
- 1949年（昭和24年）6月 - 大興運輸の旅客部門として開設。
- 1975年（昭和50年）6月 - 大興タクシー株式会社という社名で大興運輸から独立。
- 2000年（平成12年）7月 - タクシーを使ったペットの送迎サービス開始。
- 2005年（平成17年）7月1日 - 訪問入浴サービス開始。

## 事業所

### 本社
- 所在地：愛知県刈谷市神田町1-57

### 営業所
全部で2ヶ所ある。
- 三河営業所
  - 所在地：安城市二本木町長根67-32
- 知多営業所
  - 所在地：知多郡東浦町森岡中田面49-7

## 事業

### タクシー事業
営業区域は、おもに西三河地方。一般的なタクシー事業のほか、中部国際空港への送迎タクシー、様々な観光地を巡る観光タクシー、高齢者や要・介護者を対象とした介護福祉タクシー、ペット送迎を専門としたサービスなどを行なっている。
タクシーの保有台数は、2021年（令和3年）3月現在で中型タクシー80台、ジャンボタクシー3台、介護タクシー3台の計86台。

### バス事業
西三河・知多地方の自治体が運営するコミュニティバスの運行を請け負っているほか、観光・送迎バスなども行なっている。
バスの保有台数は、2021年（令和3年）3月現在で大型バス3台、中型バス2台、小型バス2台、循環バス12台、の計19台。

#### コミュニティバス一覧
manacaやTOICAなどの交通系ICカードは利用できない。
- 刈谷市公共施設連絡バス（刈谷市）
- あんくるバス（安城市）
- 阿久比町循環バス（阿久比町）

### 介護福祉事業
タクシーによる送迎や介護・介助サービス、訪問入浴サービスなどを行なっている。

### ペット事業
元々タクシーを使ったペットの送迎サービスをきっかけに、ペット事業に乗り出す。現在では、ペットショップ（名称は「ペットネット刈谷」）やペットホテル、犬専門の美容室の運営のほか、ペットシッターの派遣や犬のしつけ指導、熱帯魚のリースなども行なっている。